# Plazmoid

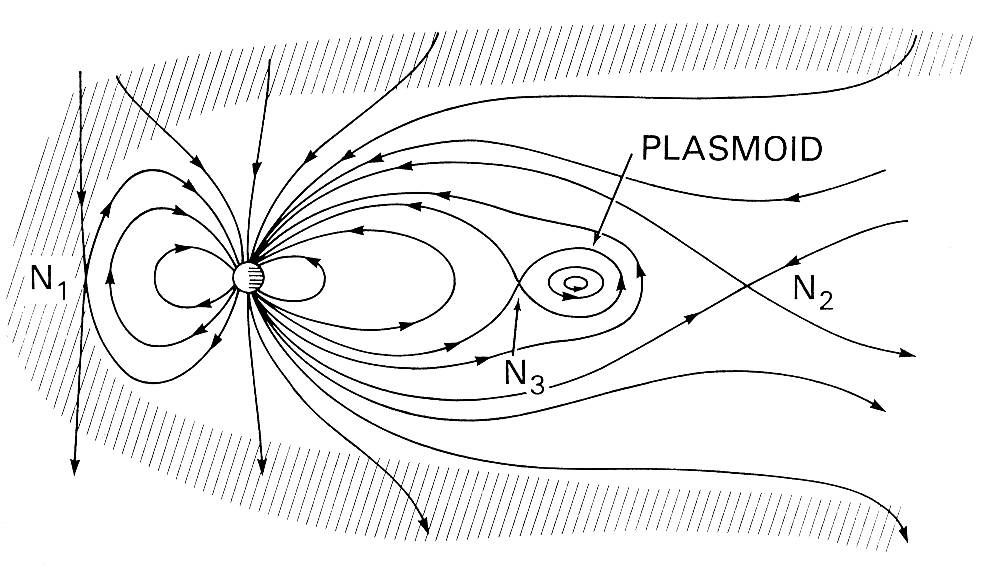
Plazmoid a Földközeli mágneses térben

A plazmoid a plazma és a mágneses mező együttes, koherens szerkezete.
Különféle, nem teljesen megfejtett természeti jelenségeket plazmoiddal magyaráznak: gömbvillám, magnetoszférában lévő mágneses buborékok, üstökösök csóvája, napszél szerkezete és a helioszférikus áramlepel.
A plazmoid szót Winston H. Bostick (1916–1991) amerikai fizikus használta először 1956-ban, a plazma–mágneses entitásra. A plazma nem egy amorf foltszerű entitás, hanem egy tórusz. A plazmoid szó általánosan használt kifejezés a plazma-mágneses tér entitásokra.

## A plazmoid tulajdonságai
Winston H. Bostick tanulmánya szerint a plazmoid egy hengerszerű anyagnak tűnik, mely kinyúlik a mágneses mező irányába. A plazmoidnak van mérhető mágneses momentuma, mérhető sebessége, elektromos mezője és mérhető nagysága. A plazmoidok kölcsönhatásban vannak egymással, láthatólag visszaverődnek egymásról. A plazmoidok szét is rombolhatják egymást részekre. Ezekről a hatásokról kevés bizonyíték áll rendelkezésre. Pályájuk meggörbülhet egymás irányába. A plazmoidoknak van belső nyomása, mely a gáznyomásból ered, és a mező mágneses nyomásából. Ahhoz, hogy a plazmoid közel statikus átmérővel rendelkezzen, a nyomásnak külső hatás által egyensúlyban kell lennie. Erőtérmentes vákuumban a plazmoid gyorsan kiterjed és disszipálódik.

## Kozmikus alkalmazása
Bostick 1958-as tanulmányában plazma hasonlósági transzformációt alkalmazott 'plazmaágyúból' kilőtt plazmoid párokra, melyek olyan módon voltak egymással kölcsönhatásban, ami a galaxisok kezdeti kialakulását modellezte.

## Fordítás
Ez a szócikk részben vagy egészben  a   Plasmoid című angol Wikipédia-szócikk ezen változatának fordításán alapul.  Az eredeti cikk szerkesztőit annak laptörténete sorolja fel. Ez a jelzés csupán a megfogalmazás eredetét és a szerzői jogokat jelzi, nem szolgál a cikkben szereplő információk forrásmegjelöléseként.